# Yasushi Kaneko
Yasushi Kaneko (金子 恭之, Kaneko Yasushi, né le 27 février 1961) est un homme politique japonais, membre du Parti libéral-démocrate. Depuis 2000, il est
élu à la Chambre des représentants.
De 2021 à 2022, il est ministre des Affaires intérieures et des Communications dans les gouvernements Kishida I et II.

## Biographie

### Jeunesse et études
Yasushi Kaneko est originaire du district de Kuma (préfecture de Kumamoto). Il est admis à l'université Waseda, où il décroche en 1984 son diplôme de la faculté de commerce.

### Parcours professionnel
Kaneko est élu pour la première fois en 2000 en tant qu'indépendant. Il rejoint ensuite le PLD. 

## Prises de position et opinions politiques
Kaneko est affilié au lobby révisionniste Nippon Kaigi et membre de plusieurs groupes de droite à la Diète :
- Groupe de discussion Nippon Kaigi (日本会議国会議員懇談会 - Nippon kaigi kokkai giin kondankai)
- Conférence des parlementaires de l'Association Shinto de Leadership Spirituel (神道政治連盟国会議員懇談会)
- Conférence pour réfléchir aux vrais droits de l'homme (真の人権擁護を考える懇談会)
- Conférence de jeunes parlementaires soutenant l'idée que le sanctuaire Yasukuni est un véritable intérêt national et exprime un désir de paix (平和を願い真の国益を考え靖国神社参拝を支持する若手国会議員の会)

Kaneko a donné les réponses suivantes au questionnaire soumis par le journal Mainichi aux parlementaires en 2012:
- il est en faveur de la révision de la Constitution
- il est en faveur du droit de légitime défense collective (révision de l'article 9 )
- il est en faveur de la réforme de l'Assemblée nationale (unicamérale au lieu de bicamérale)
- il est en faveur de la réactivation des centrales nucléaires arrêtées après la catastrophe de Fukushima
- il est contre l'objectif zéro nucléaire d'ici 2030
- il est en faveur du déménagement de la base américaine de Futenma (Okinawa)
- il pense qu'il faut faire des efforts pour éviter un conflit avec la Chine
- il est contre la participation du Japon au Partenariat transpacifique
- il est contre la possession de l'arme nucléaire par le Japon
- il est contre la réforme de la Maison impériale qui permettrait aux femmes de conserver leur statut impérial même après le mariage